# Chrysolina varians
Espèce
Chrysolina varians, la Petite chrysomèle, est une espèce d'insectes coléoptères de la famille des Chrysomelidae.

## Synonymes
- Chrysomela malleti Jaquet, 1935
- Chrysomela nigricollis Mallet, 1936
- Chrysomela varians Schaller, 1783
- Hypericia varians (Schaller, 1783)

## Habitats
Comme Chrysolina hyperici (Forster) et C. brunsvicensis (Gravenhorst), cette espèce se nourrit sur des millepertuis (Hypericum).